# ナトリウム電池
ナトリウム電池は、負極にナトリウムを使用する電池の総称。

## 概要
ナトリウムは食塩から取り出すことが可能で資源が偏在せず豊富なため、次世代電池の候補として期待されているものの、複数の理由により実用化は遅れていた。
ナトリウム電池には複数の種類がある。
- ナトリウム・空気電池 - ナトリウムと空気中の酸素の電気化学反応により起電力を生じる。
- ナトリウムイオン電池 - 正極に層間化合物を用い、ナトリウムイオンのインターカレーションを利用する[1][2]。
- 溶融塩ナトリウム電池 - 電解質として溶融塩を使用する。高温に維持しなければならない[3]。
- ナトリウム・硫黄電池 - 電解質としてβアルミナ固体電解質を使用する。高温に維持しなければならない。

## ナトリウム・空気電池
ナトリウムと空気中の酸素の電気化学反応により起電力を生じる。従来は放電時に不動態の酸化ナトリウムが生じるため充電が困難で二次電池の実用化には至っていない。

## ナトリウムイオン電池
資源の偏在が無く、廉価な材料で構成されるので次世代電池として期待される。ナトリウムはリチウムイオンと比較してイオン半径が大きいので黒鉛を正極として使用できず、ハードカーボンが使用される。従来は可燃・有毒・高価な非水系電解質が使用されてきたが、近年では比較的廉価で安全性の高い水溶液系の電解質を使用した水系ナトリウムイオン電池の開発も進められる。

## 溶融塩ナトリウム電池
ゼブラバッテリーとして知られ、電解質としてテトラクロロアルミン酸ナトリウム (NaAlCl4) の溶融塩を使用する。高温に維持しなければならない。

## ナトリウム・硫黄電池
電解質としてβアルミナ固体電解質を使用する。高温に維持しなければならない。2018年の時点ではナトリウム系の電池で実用化されているのはこの形式のみ。

## 二次電池化への取り組み
リチウムと比較すると資源が多くエネルギー密度が比較的高いため、二次電池の負極材としてナトリウムを使用する事は古くから考えられていたが複数の理由でナトリウム・硫黄電池以外は実用化には至っていない。以下の原因が考えられる。
- 充放電時に不動態を生じる。
- ナトリウムはイオンの大きさがリチウムよりも大きいので、正極に層間化合物を利用した場合、拡散速度が遅く、電解質内でのイオン移動度が下がる。